# Pseudovipio kirgisorum
Pseudovipio kirgisorum är en stekelart som först beskrevs av Shestakov 1932.  Pseudovipio kirgisorum ingår i släktet Pseudovipio och familjen bracksteklar. Inga underarter finns listade i Catalogue of Life.